# Philipp Bremen
Philipp Bremen (* 17. Juni 1909 in Kohlscheid; † 12. Juni 1977) war ein deutscher Politiker und Landtagsabgeordneter (CDU).

## Leben
Nach dem Besuch der Volksschule absolvierte er eine kaufmännische Lehre und belegte fünf Semester beim Wirtschaftsseminar in Aachen. Ab 1930 war er Bergbauangestellter des Eschweiler Bergwerks-Vereins und ab 1951 Betriebsratsvorsitzender.
Er war ab 1946 Mitglied der CDU und der IG Bergbau und Energie.
Vom 21. Juli 1958 bis zum 23. Juli 1966 war Bremen Mitglied des Landtags in Nordrhein-Westfalen. Er wurde jeweils im Wahlkreis 002 Aachen-Land-Nord direkt gewählt.
Dem Rat der Gemeinde Kohlscheid gehörte er von 1948 bis 1952 an.